# Krameria erecta
Espèce
Classification phylogénétique
Krameria erecta est un buisson de la famille des Krameriaceae originaire du sud-ouest des États-Unis et du nord du Mexique. Il est parfois inclus dans la famille des Zygophyllaceae.

## Description morphologique

### Appareil végétatif
Ce buisson bas, aux nombreux rameaux intriqués, à la couleur grisâtre, mesure généralement entre 15 et 60 cm mais peut atteindre 1 voire 2 m de hauteur. Le jeunes tiges sont vertes, couvertes de poils raides, alors que les tiges plus âgées présentent une écorce grise, striée. Les feuilles très étroites, presque linéaires, de 0,6 à 1,3 cm de long pour 0,5 à 2 mm de large, sont alternées, couleur vert-gris et velues,.

### Appareil reproducteur

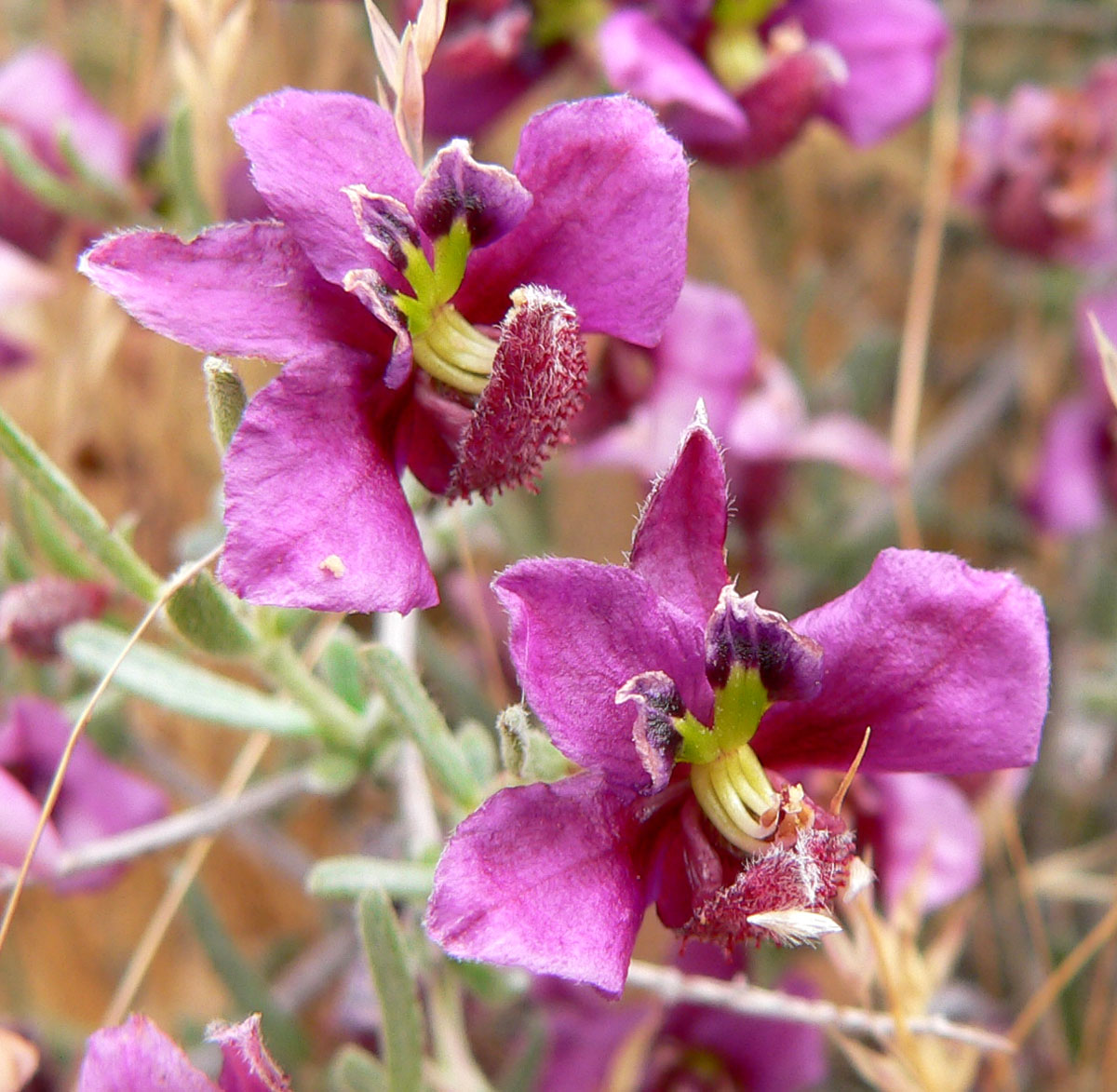
Détail des fleurs

La floraison a lieu principalement en mars/avril, mais peut s'étendre de mars à octobre.
Les fleurs, rouge-violacé, sont disposées selon une symétrie bilatérale, portées à l'aisselle des feuilles par un pédicelle de 5 à 12 (voire 20) mm de long, couvert de poils glanduleux. Chaque fleur mesure 2 cm de diamètre en moyenne. L'involucre est formé de bractées linéaires de 5 à 7 (voire 12) mm de long. Le calice est composé de 5 sépales dont l'intérieur est rose ou rouge-violacé et l'extérieur, vert, est densément recouvert de poils ; chaque sépale mesure environ 8 mm de long pour 4 à 6 mm de large. La corolle est constituée de 5 pétales beaucoup plus petits que les sépales : trois sont groupés dans la partie supérieure de la fleur et joints à la base, ils sont grossièrement triangulaires, roses ou rouge-violacé à l'extrémité et vert à la base et mesurent entre 4 et 6 mm de long ; les deux autres, dans la partie inférieure, sont réduits à deux coussinets rose-pourpre glanduleux, proches de l'ovaire, appelés élaiophores, qui produisent une substance lipidique collectée par des abeilles du genre Centris. Il y a quatre étamines de 4 mm de longueur, blanc rosé. L'ovaire mesure 3 mm de long et son style est rose,.
Les fruits sont des gousses en forme de cœur, de 6 mm de large, très velues et couvertes d'épines rougeâtres. Les graines sont lisses, sans endosperme,.

## Répartition et habitat
On trouve cette plante dans les plaines sèches et les pentes et replats désertiques du continent nord américain, à une altitude inférieure à 1200 m,.
Son aire de répartition s'étend au nord du sud-est de la Californie jusqu'à l'ouest du Texas, et descend au sud jusqu'au nord du Mexique.
Elle est souvent en association avec les végétaux de la communauté "Larrea tridentata" ou au sein de la communauté végétale appelée "savane à chênes (en)". Elle demande très peu d'eau mais nécessite beaucoup de lumière. Elle tolère les sols calcaires et préfère les sols basiques. Elle n'est guère tolérante à l'ombre ou à un excès de salinité.

## Taxinomie
Cette espèce a été nommée par le botaniste et pharmacien allemand Carl Ludwig Willdenow, mais sa description a été parachevée en 1827 par le médecin et naturaliste autrichien Josef August Schultes et par son fils aîné Julius Hermann Schultes dans Mantissa (es). Elle a reçu d'autres appellations, considérées comme synonymes: Krameria glandulosa Rose & Painter, Krameria imparata (J.F. Macbr.) Britt., Krameria interior Rose & Painter, Krameria navae Rzed., Krameria palmeri Rose, Krameria parviflora Benth., Krameria parvifolia Benth., ou encore Krameria rosmarinifolia Pavon ex Chodat.